# Norma MacMillan
Norma MacMillan Arngrim (Vancouver, 15 settembre 1921 – Vancouver, 16 marzo 2001) è stata un'attrice e doppiatrice canadese.

## Biografia
Norma MacMillan nacque nel 1921 a Vancouver, nella Columbia Britannica, in Canada, e iniziò la sua carriera come attrice teatrale. Fu a Vancouver che conobbe e lavorò con il produttore e manager Thor Arngrim, che poi sposerà nel 1954. Nello stesso anno, la donna, con il marito e il suo socio in affari Stuart Baker, partì per Toronto, dove iniziò a lavorare per la CBS come doppiatrice dei personaggi interpretati da attori bambini.
In seguito, i coniugi Arngrim si trasferirono a New York, dove Norma prestò la voce a numerosi personaggi, come Casper in Capperino, il fantasmino buono (The New Casper Cartoon Show), Gumby in The Gumby Show, Dolce Polly nella serie televisiva a cartoni animati Ughetto - Cane perfetto, e Davey nella serie girata in claymation Davey e Goliath. La MacMillan doppiò anche i ruoli di John-John e Caroline Kennedy nell'album satirico The First Family del 1962 di Vaughn Meader.
Oltre al suo lavoro di doppiatrice, la MacMillan fu attiva anche come attrice televisiva e cinematografica. Ebbe ruoli da guest star nei programmi televisivi Colombo, She's the Sheriff, Webster e In famiglia e con gli amici, mentre al cinema apparve in Nightmare on the 13th Floor, Affari d'oro, Love at Stake, Dangerous Intentions, Il grande bullo e Mrs. Delafield Wants to Marry con Katharine Hepburn.
La MacMillan apparve anche in numerosi spot televisivi, come quello della maionese Kraft Foods negli anni '80, in cui interpretò il ruolo della dolce, pudica e ingenua "zia Martha", in contrapposizione al personaggio di "zia Harriet" interpretato da Ruth Manning. 
Norma tornò a vivere in Canada assieme al marito nel 1993. Morì nel 2001, all'età di 79 anni, seguita dal marito Thor nel 2009. Cremata, le sue ceneri furono sparse nello stretto di Juan de Fuca.

## Vita privata
Norma MacMillan era la madre di Stefan Arngrim (nato nel 1955), interprete di Barry Lockridge nella serie televisiva La terra dei giganti, e di Alison Arngrim (nata nel 1962), l'attrice di Nellie Oleson in La casa nella prateria.